# GRB 100621A
GRB 100621A е гама експлозия (GRB), регистрирана на 21 юни 2010 г. посредством космическия телескоп Swift. Това е втората най-ярка гама експлозия, наблюдавана след гама експлозията GRB 130427A. Разстоянието до източника е определено около 5 милиарда светлинни години от посока на съзвездие Индианец. Най-вероятно е превръщане на масивна звезда в черна дупка.
Мощността на сигнала е такава, че предизвиква срив в компютърната програма, анализираща данните. Всяка секунда 143 хиляди частици бомбардират детектора на телескопа продължително време. По мощност тази експлозия превъзхожда среднорегистрираните 168 пъти. Характерно е, че излъчването в ултравиолетовата и видимата област са сравнително незначителни.
Предишният рекорд по мощност е на гама експлозията GRB 080319B, регистрирана през 2008 г., която е била пет пъти по-слаба от тази.